# Samba Sow
Samba Sow   (Bamako, 29 d'abril de 1989) és un exfutbolista malià de la dècada de 2010.
Fou internacional amb la selecció de futbol de Mali.
Pel que fa a clubs, destacà a RC Lens, FC Dynamo Moscou i Nottingham Forest FC.